# スタニングローズ
スタニングローズ（欧字名:Stunning Rose、2019年1月18日 - ）は、日本の競走馬。主な勝ち鞍は2022年の秋華賞、2024年のエリザベス女王杯。
名門牝系「薔薇一族」の一頭で、馬名は「魅力的な薔薇」を意味する。

## 戦績

### 2歳（2021年）
6月6日中京の2歳新馬（芝1400m）に1番人気でデビューしたがブレスレスリーの2着に敗退。6月26日阪神の2歳未勝利（芝1600m）では好位追走から直線で脚を伸ばすと後続に2馬身半差をつけ初勝利を挙げる。その後、8月29日の新潟2歳ステークスでは5着と惨敗。秋に入り、サウジアラビアロイヤルカップ3着、デイリー杯2歳ステークスは5着となり2歳シーズンを終える。

### 3歳（2022年）
2月13日のこぶし賞（1勝クラス）に1番人気で出走。道中中団で待機すると直線で逃げ粘るセイウンハーデスをアタマ差で捕らえて2勝目をマークする。
3月21日のフラワーカップでは好位の内で脚を溜めると、最後の直線では先に抜け出したニシノラブウインクをゴール前でかわして重賞初制覇を飾った。本馬は父キングカメハメハのラストクロップ（最終世代）であり、フラワーカップの勝利をもって14世代全世代で重賞勝ち馬を出した。
フラワーカップの後は、桜花賞には向かわず、放牧を挟んでオークスに出走。桜花賞を経由せず、放牧明けでフラワーカップから直行したために10番人気の低評価であったが、好位追走から直線半ばで先頭に立ち、懸命に粘ったものの、最後は勝ったスターズオンアースの末脚に屈し、惜しくも2着となった。1996年4着の曽祖母ロゼカラー、2001年2着の祖母ローズバドと同様に涙をのむ結果となり、「バラ一族」悲願のクラシック制覇はならなかった。
夏場は休養にあて、秋は秋華賞トライアル紫苑ステークスから始動。馬体重がオークス時点より14kg増となったものの、2.8倍の1番人気に支持され、レースでは先行して鋭く抜け出して優勝、重賞2勝目となり、秋華賞への優先出走権を確保した。
秋華賞ではスタートから中団に控え、直線に入ると鋭い脚を見せ、オークス3着のナミュール、牝馬二冠のスターズオンアースの猛追を振り切り優勝。初のGI制覇となった。鞍上の坂井瑠星はGI初タイトルとなった他、高野調教師は前年の大阪杯（レイパパレ）以来となるJRA・G1通算4勝目。秋華賞は2014年のショウナンパンドラに続く2勝目となった。
11月13日、年内最終戦としてエリザベス女王杯に出走。デアリングタクトに次ぐ2番人気に支持された。まずまずのスタートを決め道中は中団を追走したが、残り800mから手ごたえが怪しくなり、直線でも全く伸びず14着惨敗に終わった。

### 4歳（2023年）
4歳初戦となった中山記念は道中3番手につけたが、ゴール前でひと伸びを欠いて勝ち馬に0.2秒差の5着に敗れた。5月14日のヴィクトリアマイルは出脚がつかず、12着に大敗。さらにレース後、左前脚の腱周囲炎が判明し、長期休養に入った。

### 5歳（2024年）
3月の大阪杯で、約10か月ぶりにレースに復帰。道中は折り合い良く進めたものの、最後まで脚を残せず8着に敗れる。2年連続出走のヴィクトリアマイルは9着、7月のクイーンステークスは6着に終わった。
11月10日、2年前に14着に敗れたエリザベス女王杯に出走。道中は4番手付近の好位で運び、4コーナーで先行勢を捉える。直線でも末脚を伸ばし、後続の追撃を振り切って3歳秋の秋華賞以来となるGI・2勝目をマークした。11月22日、所有するサンデーサラブレッドクラブにより12月22日に行われる第69回有馬記念を最後に現役を引退することが発表された。ラストランとなった12月22日の有馬記念ではライアン・ムーアとコンビを組み、レースは好位で脚を溜め最後の直線で前との差を懸命に詰めるもレガレイラの8着に敗れ、引退レースを勝利で飾ることはできなかった。
そして、12月26日にJRAとしての競走馬登録を正式に抹消し、ノーザンファームで繁殖牝馬となる。

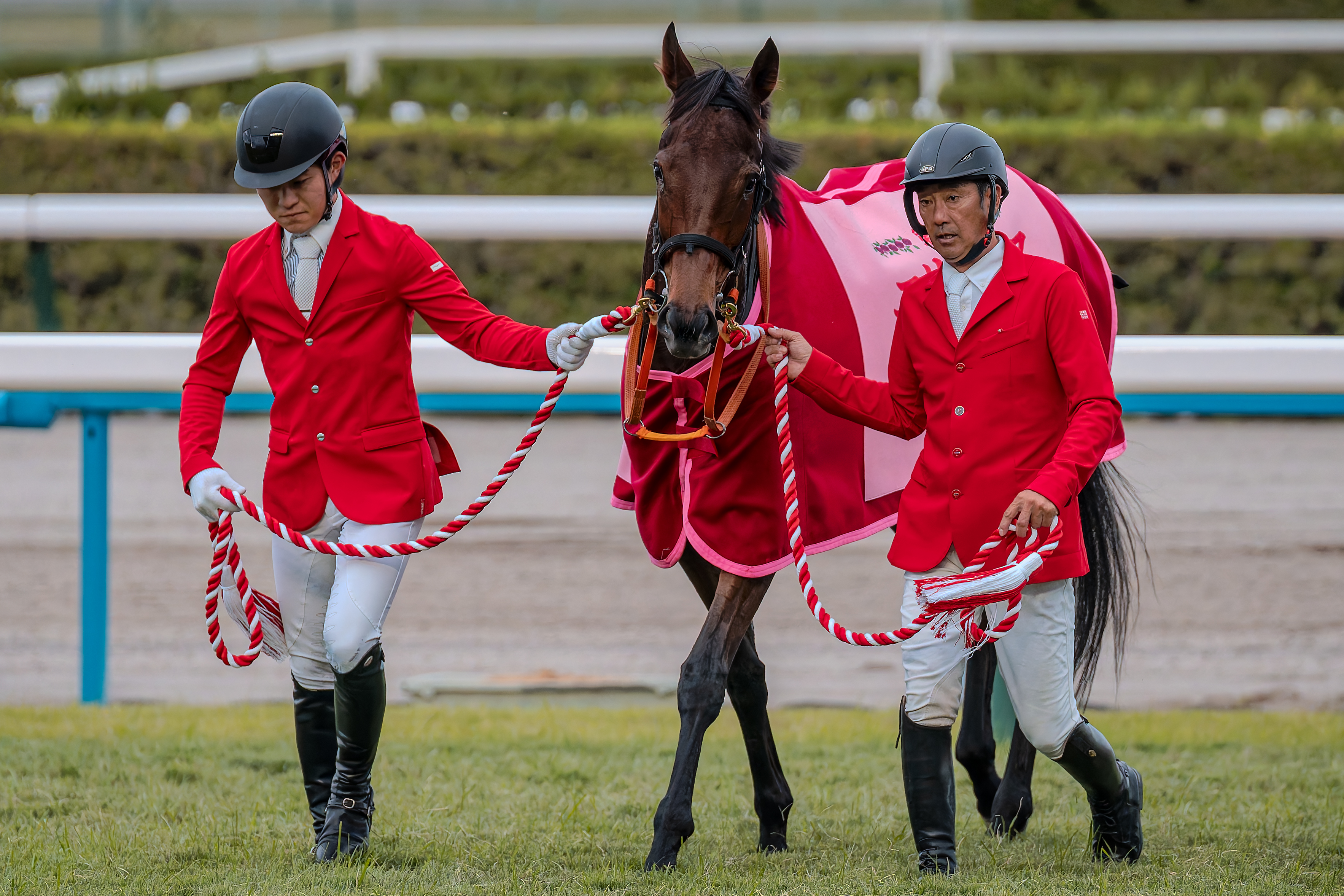
エリザベス女王杯優勝時

## 競走成績
以下の内容は、netkeiba.comおよびJBISサーチに基づく。
| 競走日     | 競馬場 | 競走名           | 格   | 距離（馬場）  | 頭 数 | 枠 番 | 馬 番 | オッズ （人気） | 着順 | タイム （上り3F） | 着差 | 騎手        | 斤量 [kg] | 1着馬（2着馬）         | 馬体重 [kg] |
| ---------- | ------ | ---------------- | ---- | ------------- | ----- | ----- | ----- | --------------- | ---- | ----------------- | ---- | ----------- | --------- | ---------------------- | ----------- |
| 2021.06.06 | 中京   | 2歳新馬          |      | 芝1400m（良） | 13    | 7     | 11    | 001.90（1人）   | 02着 | R1:23.3（35.8）   | -0.2 | 0吉田隼人   | 54        | ブレスレスリー         | 480         |
| 0000.06.26 | 阪神   | 2歳未勝利        |      | 芝1600m（良） | 10    | 8     | 9     | 002.00（1人）   | 01着 | R1:35.2（35.4）   | -0.4 | 0川田将雅   | 54        | （クロニクルノヴァ）   | 478         |
| 0000.08.29 | 新潟   | 新潟2歳S         | GIII | 芝1600m（良） | 12    | 5     | 5     | 012.10（5人）   | 05着 | R1:34.3（32.9）   | -0.5 | 0松山弘平   | 54        | セリフォス             | 488         |
| 0000.10.09 | 東京   | サウジRC         | GIII | 芝1600m（良） | 7     | 1     | 1     | 005.40（3人）   | 03着 | R1:36.5（33.2）   | -0.1 | 0戸崎圭太   | 54        | コマンドライン         | 480         |
| 0000.11.13 | 阪神   | デイリー杯2歳S   | GII  | 芝1600m（良） | 7     | 2     | 2     | 007.30（4人）   | 05着 | R1:35.6（34.2）   | -0.5 | 0吉田隼人   | 54        | セリフォス             | 474         |
| 2022.02.13 | 阪神   | こぶし賞         | 1勝  | 芝1600m（稍） | 6     | 5     | 5     | 001.70（1人）   | 01着 | R1:36.9（33.4）   | -0.0 | 0坂井瑠星   | 54        | （セイウンハーデス）   | 476         |
| 0000.03.21 | 中山   | フラワーC        | GIII | 芝1800m（良） | 12    | 1     | 1     | 004.40（2人）   | 01着 | R1:48.5（35.0）   | -0.1 | 0川田将雅   | 54        | （ニシノラブウインク） | 474         |
| 0000.05.22 | 東京   | 優駿牝馬         | GI   | 芝2400m（良） | 17    | 1     | 2     | 028.2（10人）   | 02着 | R2:24.1（34.4）   | -0.2 | 0D.レーン   | 55        | スターズオンアース     | 474         |
| 0000.09.10 | 中山   | 紫苑S            | GIII | 芝2000m（良） | 12    | 8     | 12    | 002.80（1人）   | 01着 | R1:59.9（35.0）   | -0.0 | 0坂井瑠星   | 54        | （サウンドビバーチェ） | 488         |
| 0000.10.16 | 阪神   | 秋華賞           | GI   | 芝2000m（良） | 16    | 4     | 7     | 005.70（3人）   | 01着 | R1:58.6（34.3）   | -0.1 | 0坂井瑠星   | 55        | （ナミュール）         | 488         |
| 0000.11.13 | 阪神   | エリザベス女王杯 | GI   | 芝2200m（重） | 18    | 5     | 10    | 005.70（2人）   | 14着 | R2:15.5（38.2）   | -2.5 | 0坂井瑠星   | 54        | ジェラルディーナ       | 488         |
| 2023.02.26 | 中山   | 中山記念         | GII  | 芝1800m（良） | 14    | 7     | 12    | 007.80（3人）   | 05着 | R1:47.3（35.4）   | -0.2 | 0吉田隼人   | 55        | ヒシイグアス           | 494         |
| 0000.05.14 | 東京   | ヴィクトリアM    | GI   | 芝1600m（良） | 16    | 3     | 5     | 025.40（7人）   | 12着 | R1:33.0（33.4）   | -0.8 | 0坂井瑠星   | 56        | ソングライン           | 490         |
| 2024.03.31 | 阪神   | 大阪杯           | GI   | 芝2000m（良） | 16    | 3     | 5     | 012.50（6人）   | 08着 | R1:58.7（35.5）   | -0.5 | 0西村淳也   | 56        | ベラジオオペラ         | 490         |
| 0000.05.12 | 東京   | ヴィクトリアM    | GI   | 芝1600m（良） | 15    | 2     | 3     | 017.80（5人）   | 09着 | R1:32.6（35.5）   | -0.8 | 0西村淳也   | 56        | テンハッピーローズ     | 490         |
| 0000.07.28 | 札幌   | クイーンS        | GIII | 芝1800m（稍） | 14    | 6     | 9     | 013.80（9人）   | 06着 | R1:47.6（35.3）   | -0.2 | 0北村友一   | 57        | コガネノソラ           | 492         |
| 0000.11.10 | 京都   | エリザベス女王杯 | GI   | 芝2200m（良） | 17    | 6     | 11    | 009.50（3人）   | 01着 | R2:11.1（34.0）   | -0.4 | 0C.デムーロ | 56        | （ラヴェル）           | 498         |
| 0000.12.22 | 中山   | 有馬記念         | GI   | 芝2500m（良） | 15    | 7     | 13    | 027.10（9人）   | 08着 | R2:32.4（35.5）   | -0.6 | 0R.ムーア   | 56        | レガレイラ             | 496         |

- タイム欄のRはレコード勝ちを示す

## 血統表
| スタニングローズの血統                     | スタニングローズの血統                      | スタニングローズの血統                      | （血統表の出典）                            | （血統表の出典）  |
| 父系                                       | キングマンボ系 （ミスタープロスペクター系） | キングマンボ系 （ミスタープロスペクター系） | キングマンボ系 （ミスタープロスペクター系） | [ § 2 ]           |
| 父 キングカメハメハ 鹿毛 2001 北海道早来町 | 父の父Kingmambo 鹿毛 1990                   | Mr. Prospector                              | Raise a Native                              | Raise a Native    |
| 父 キングカメハメハ 鹿毛 2001 北海道早来町 | 父の父Kingmambo 鹿毛 1990                   | Mr. Prospector                              | Gold Digger                                 |                   |
| 父 キングカメハメハ 鹿毛 2001 北海道早来町 | 父の父Kingmambo 鹿毛 1990                   | Miesque                                     | Nureyev                                     | Nureyev           |
| 父 キングカメハメハ 鹿毛 2001 北海道早来町 | 父の父Kingmambo 鹿毛 1990                   | Miesque                                     | Pasadoble                                   |                   |
| 父 キングカメハメハ 鹿毛 2001 北海道早来町 | 父の母*マンファス 黒鹿毛 1991               | *ラストタイクーン                           | *トライマイベスト                           | *トライマイベスト |
| 父 キングカメハメハ 鹿毛 2001 北海道早来町 | 父の母*マンファス 黒鹿毛 1991               | *ラストタイクーン                           | Mill Princess                               |                   |
| 父 キングカメハメハ 鹿毛 2001 北海道早来町 | 父の母*マンファス 黒鹿毛 1991               | Pilot Bird                                  | Blakeney                                    | Blakeney          |
| 父 キングカメハメハ 鹿毛 2001 北海道早来町 | 父の母*マンファス 黒鹿毛 1991               | Pilot Bird                                  | The Dancer                                  |                   |
| 母 ローザブランカ 芦毛 2005 北海道早来町   | 母の父*クロフネ 芦毛 1998                   | *フレンチデピュティ                         | Deputy Minister                             | Deputy Minister   |
| 母 ローザブランカ 芦毛 2005 北海道早来町   | 母の父*クロフネ 芦毛 1998                   | *フレンチデピュティ                         | Mitterand                                   |                   |
| 母 ローザブランカ 芦毛 2005 北海道早来町   | 母の父*クロフネ 芦毛 1998                   | *ブルーアヴェニュー                         | Classic Go Go                               | Classic Go Go     |
| 母 ローザブランカ 芦毛 2005 北海道早来町   | 母の父*クロフネ 芦毛 1998                   | *ブルーアヴェニュー                         | Eliza Blue                                  |                   |
| 母 ローザブランカ 芦毛 2005 北海道早来町   | 母の母ローズバド 青毛 1998                  | *サンデーサイレンス                         | Halo                                        | Halo              |
| 母 ローザブランカ 芦毛 2005 北海道早来町   | 母の母ローズバド 青毛 1998                  | *サンデーサイレンス                         | Wishing Well                                |                   |
| 母 ローザブランカ 芦毛 2005 北海道早来町   | 母の母ローズバド 青毛 1998                  | ロゼカラー                                  | Shirley Heights                             | Shirley Heights   |
| 母 ローザブランカ 芦毛 2005 北海道早来町   | 母の母ローズバド 青毛 1998                  | ロゼカラー                                  | *ローザネイ                                 |                   |
| 母系(F-No.)                                | ローザネイ(FR)系(FN:1-w)                    | ローザネイ(FR)系(FN:1-w)                    | ローザネイ(FR)系(FN:1-w)                    | [ § 3 ]           |
| 5代内の近親交配                            | Northern Dancer 5×5, Mill Reef 5×5          | Northern Dancer 5×5, Mill Reef 5×5          | Northern Dancer 5×5, Mill Reef 5×5          | [ § 4 ]           |
| 出典                                       | 1. 2. 3. 4.                                 | 1. 2. 3. 4.                                 | 1. 2. 3. 4.                                 | 1. 2. 3. 4.       |

祖母ローズバドはフィリーズレビュー（2001年）、マーメイドステークス（2003年）優勝馬で、オークス・秋華賞・エリザベス女王杯をいずれも2着（2001年）。曽祖母ロゼカラーはデイリー杯3歳ステークス優勝馬（1995年）でオークス4着、秋華賞3着（1996年）。